# Existencialismo feminista

Representa a filosofia feminista.

As feministas existencialistas enfatizam conceitos como a liberdade, as relações interpessoais e a experiência de viver como um corpo humano. Valorizam a capacidade de mudança radical, porém reconhecem que fatores como o auto-engano e a ansiedade causada pela possibilidade de mudança podem limitá-la. 
O feminismo existencialista pode ser uma considerado uma corrente do feminismo cujo ponto de partida de pensamento filosófico deve ser o indivíduo. Muitos preferem expor e aprofundar os papéis de gênero impostos socialmente e as construções sociais que limitam a autodeterminação das mulheres e criticam as feministas pós-estruturalistas que negam a liberdade intrínseca das mulheres individuais. Uma mulher que toma decisões que respeitam a sua forma de vida e sofre a ansiedade associada a essa liberdade, isolamento e inconformismo, porém segue sendo livre, demonstra os princípios do Existencialismo. As novelas de Kate Chopin, Doris Lessing, Joan Didion, Margareth Atwood e Margareth Drabble incluem essas heroínas existenciais.

## Principais Expoentes
Jean-Paul Sartre é um filósofo, existencialista e fenomenólogo francês que contribuiu em grande medida para o feminismo existencial através de obras como Psicoanálise Existencial. Nesta obra, Sartre afirma que o indivíduo é a intersecção dos esquemas universais e rechaça a ideia de um indivíduo puro.
Simone de Beauvoir foi uma existencialista de renome e uma das principais fundadoras da segunda onda do feminismo. Beauvoir examinou o papel subordinado da mulher como o "Outro", forçado pelo patriarcado à imanência, em seu livro Le Deuxième Sexe (O Segundo Sexo), que alguns dizem ser o ápice da ética existencial da existencialista. No livro está a famosa frase "Ninguém nasce mulher, torna-se mulher", que introduz o que vem sendo chamado de diferenciação entre o sexo e o gênero. Le Deuxième Sexe proporcionou o vocabulário para analisar as construções sociais da feminilidade e a estrutura para criticá-las e que foram usadas como ferramenta libertadora ao atender as formas em que as estruturas patriarcais utilizavam a diferença sexual para privar as mulheres da liberdade intrínseca de seus corpos "do poder fazer". Alguns dizem que Beauvoir tem maior alcance que Sartre, apesar de que frequentemente é negligenciada em muitos trabalhos exaustivos sobre o feminismo existencialista.
Maurice Merleau-Ponty foi outro filósofo francês que contribuiu com muitas obras existenciais. Muitos teóricos, como Judith Butler, criticaram seus métodos, inclusive a sua ideologia sexual. Outros teóricos o omitem, reduzindo-o a uma "imitação de Sartre".